# Абу Исхак Аль-Хувейни
Хиджази бин Мухаммад бин Юсуф бин Шариф более известный под псевдонимом Абу Исхак аль-Хувени (араб. أبو إسحاق الحوينى‎; 10 июня 1956, Ḥuwayn, Гарбия — 17 марта 2025, Доха) — египетский мусульманский проповедник.

## Биография
Его полное имя Хиджази бин Мухаммад бин Юсуф бин Шариф. Более известен под псевдонимом Абу Исхак Аль-Хувейни. Египетский археолог по рождению и воспитанию. Когда отец вернулся из хаджа, он дал ему имя Хиджази, что означает из Хиджаза.
В начале своего стремления к знаниям он был назван Абу аль-Фадль из-за привязанности к хафизу Ибн Хаджару. Затем он привязался к книгам Абу Исхака аш-Шатиби, поэтому его прозвище стало для него любимым, и он привязался к нему, когда узнал, что его дал благородный сподвижник Саад ибн Абу Ваккас. Позже он стал известен и знаменит среди людей как Абу Исхак аль-Хувейни.
Он занимался наукой хадисов и асара, и он следовал в своей вере и методологии тому, что из неё является достоверным, и тому, что было передано от праведных предшественников. Аль-Хувейни был известен этим. Он писал об этом на обложках своих первых книг, а затем опустил это ради хвастовства и страха, что подумают, что он упомянул об этом ради хвастовства или самовосхваления, хотя упоминание об этом в качестве информации не является проблематичным .
Абу Исхак Аль-Хувайни родился в воскресенье, первый день месяца Зу-ль-када, 1375 года по хиджре, что соответствует 10 июня 1956 года, в деревне Хувайн в египетской провинции Кафр-эш-Шейх. Деревня находится примерно в 13 километрах от столицы провинции, в ней он и вырос.

## Воспитание и образование
Он вырос в семье среднего класса, которая работала в сельском хозяйстве, и переезжал из одной деревни в другую в период обучения в начальной и средней школе до последнего года обучения в старшей школе. Он отправился в столицу, Каир, чтобы погостить у своего брата, и там начал посещать лекции шейха Абдула Хамида Кишка. Он поступил на факультет испанского языка Аль-Алсун Университета Айн-Шамс. Аль-Хувейни сказал, что его изучение книги шейха Насируддин аль-Албани («Сильсила аль-ахадис ад-да‘ифа») в течение двух лет во время учёбы в университете принесло ему больше пользы, чем все остальные годы академических достижений. Днём он работал в небольшом продуктовом магазине, а ночью не спал, читая книги шейха аль-Албани, но при этом отлично учился на уроках испанского языка.
Причиной, по которой он поступил на испанский факультет, было его желание «равняться со студентами и превосходить их». Он всегда был первым среди своих однокурсников до последнего года обучения и окончил его с отличием. Он получил стипендию, чтобы закончить свое образование в Испании, но не остался там надолго, потому что ненавидел жить там.
Чтение книг шейха Аль-Албани оказало на него большое влияние и побудило его больше читать о науке хадисов. Он учился у шейха Мухаммада Наджиба Аль-Мутии, пока его не арестовали. После освобождения он отправился в Судан, а оттуда в Саудовскую Аравию. Он отправился в Иорданию и провел месяц в компании шейха аль-Албани. Затем он вернулся в Саудовскую Аравию и встретился с шейхом Салехом Аль-Шейхом и шейхом аль-Усеймин. Он часто посещал мечети и научные собрания, проводимые учёными и шейхами. В 2015 году Министерство вакуфов Египта инициировало кампанию по изъятию из всех мечетей Египта любых книг, написанных предположительно хариджитскими учёными, такими как Аль-Хувейни.

## Смерть
17 марта 2025 года он умер в возрасте 68 лет от инсульта.